# エルンスト・ハルトヴィッヒ

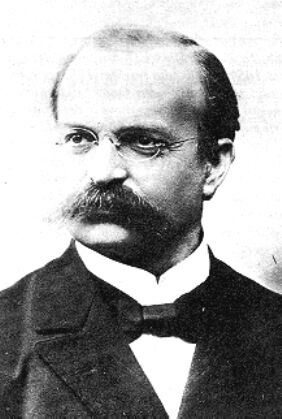
Carl Ernst Albrecht Hartwig

エルンスト・ハルトヴィッヒ（Carl Ernst Albrecht Hartwig、1851年1月14日 - 1923年5月3日）は、ドイツの天文学者。
フランクフルトに生まれた。1883年にストラスブール天文台で6P/ダレスト彗星を探索中に5個のNGC天体を発見した。1885年8月20日、エストニアのドルパト天文台でアンドロメダ銀河に超新星を発見した。この超新星はアンドロメダS(SN1885A)と名付けられた。1886年からバンベルク天文台の所長を務めた。
月と火星のクレータに命名された。

### Obituary
- AN 219 (1923) 185/186 (in German)